# 朴裕河
朴 裕河（パク・ユハ、1957年3月25日 - ）は、韓国・世宗大学校日本文学科名誉教授。女性。

## 経歴
1957年、ソウル生まれ。高校卒業後に来日し、慶應義塾大学文学部国文科を卒業。早稲田大学文学研究科に進み、2003年に学位論文『日本近代文学とナショナル・アイデンティティ』を早稲田大学に提出して博士（学術）号を取得。

## 受賞歴
- 2004年：『反日ナショナリズムを超えて』で、日韓友好促進に貢献した韓国人を顕彰する第5回（2004年度）日韓文化交流基金賞を受賞。
- 2007年：『和解のために』で、第7回大佛次郎論壇賞を受賞。
- 2015年：『帝国の慰安婦』で、第27回アジア・太平洋賞特別賞、第15回石橋湛山記念早稲田ジャーナリズム大賞を受賞。

## 研究内容・業績
- 韓国に日本近現代の文学・思想を紹介しており、また、夏目漱石や大江健三郎、柄谷行人などの著作の韓国語への翻訳を手がけている。

## 著書

### 単著
- 『近代「小品」考』富士ゼロックス小林節太郎記念基金編 富士ゼロックス小林節太郎記念基金 1993年7月
- 『反日ナショナリズムを超えて―韓国人の反日感情を読み解く』安宇植(訳) 河出書房新社 2005年
- 『和解のために−教科書・慰安婦・靖国・独島』佐藤久(訳) 平凡社 2006年、平凡社ライブラリー 2011年
- 『ナショナル・アイデンティティとジェンダー―漱石・文学・近代』クレイン 2007年 ISBN 978-4906681273
- 『제국의 위안부 - 식민지지배와 기억의 투쟁（帝国の慰安婦－植民地支配と記憶の闘争）』 뿌리와이파리（「根と葉」出版） 2013年8月5日 ISBN 9788964620304
- 『帝国の慰安婦 植民地支配と記憶の闘い』（日本語書き下ろし）朝日新聞出版 2014年 ISBN 978-4-02-251173-7、朝日文庫 2024年 ISBN 978-4022620989
- 『引揚げ文学論序説 : 新たなポストコロニアルへ』人文書院 2016年11月
- 『韓国ナショナリズムの起源』安宇植訳 河出書房新社 河出文庫 2020年4月
- 『歴史と向き合う : 日韓問題-対立から対話へ』毎日新聞出版 2022年7月
- "Comfort Women of the Japanese Empire: Colonial Rule and Battle over Memory”（大日本帝国の慰安婦:植民地支配と記憶の闘争） Park, Yuha. Routledge.（ラウトレッジ）2024 English edition

### 共編著
- 『女子高生のための文章図鑑』金井景子、紅野謙介、川口晴美共編 筑摩書房 1992年
- 『東アジアの歴史認識論争のメタヒストリー―「韓日、連帯21」の試み』小森陽一、崔元植、金哲 共編・著 青弓社 2008年 ISBN 4787232908
- 『歴史和解と泰緬鉄道 英国人捕虜が描いた収容所の真実』ジャック・チョーカー（英語版）,小菅信子,根本敬共著 根本尚美訳 朝日選書 2008年
- 小森陽一、夏目房之介、飯田祐子、マイケル・K・ボーダッシュ、キース・ヴィンセント、安倍オースタッド玲子、朴裕河他 著、フェリス女学院大学日本文学国際会議実行委員会 編『生誕150年 世界文学としての夏目漱石』岩波書店、2017年3月24日。ISBN 978-4000611916。
- 『日韓メモリー・ウォーズ : 私たちは何を忘れてきたか』朴裕河,上野千鶴子,金成玟,水野俊平 著 弦書房 2017年9月

## 著書をめぐる評価・議論

### 『和解のために』
日韓で論争のある教科書問題・慰安婦問題・靖国神社問題・独島（竹島）問題を取り上げた
- 金富子は、「あまりにも国家中心・男性中心。植民地主義への批判が欠落し、被害と加害を同列化している。」との批判した[2]。女性史研究家鈴木裕子も、「朴裕河現象」として否定的に評価した[3][4][5]。
- 徐京植は、「自分こそが「日本」を正しく理解しており、「韓国」はそれを理解していない、という粗雑な論法には呆れるほかない」、「朴裕河にとって責任ある知識人とは、たとえそれがどんなに反人権的かつ非人道的なものであろうと、国家がいったん締結した条約には最後まで黙々と従う人のことらしい。これほど国家権力を喜ばせ、植民地支配者やその後継者たちに歓迎されるレトリックもないであろう」と厳しく批判している。[6]
- 木村幹は、朴の分析や指摘に賛同しつつも、提案する処方箋については、民族主義に突き動かされる人々の目線に立っておらず効果的であるとは思えないと考察している[7]。
- 圑野光晴は、朴の解決を模索する生産的な姿勢や挺身隊対策協議会に対する批判に賛同しながらも、朴が高く評価する「民族主義を超えようとする日本人の自己批判」は、単なるナショナリズムからの逃避であったり、自らのナショナリズムへの無自覚からも来ているものであると指摘、右派的ナショナリズムだけではない日本の戦後ナショナリズムの全体像を見極め、評価と批判を加えていくべきであると述べた[8]。
- 島田洋一は、慰安婦に関する記述を引用し、欠陥はあるが臆せず正論を述べていると評した[9]。
- 高橋源一郎は「朴が試みたのは、真実を単純化させないために、両者の意見に徹底的に耳をかたむけること」であり、「被害と加害は単純に分類でき」ず、「時に、被害者は加害者でもあった」点を指摘しているとしている[10]。
- 本書が第7回大佛次郎論壇賞を受賞した当時の選考委員であり、朝日新聞論説主幹でもあった故若宮啓文は、東亜日報のコラム[東京小考]で、本書を「歴史教科書、従軍慰安婦、靖国神社、竹島（独島）という、日韓に横たわる4つの難問を正面から取り上げ、日本だけでなく、韓国側の行き過ぎた主張を批判しつつ和解の道を探る鮮烈な作品だった。賞の選考にあたっては、その緻密な論理の運びに加え、批判を覚悟で鋭く問題提起する勇気が高く評価された。」とし、さらに選考委員であったハーバード大学名誉教授入江昭の次のような選考理由を紹介している。「朴裕河さんの著書は、学問的な水準も高く、時事問題の解説としてもバランスがとれ、しかも読みやすい文章で書かれた、まれに見る優秀作である。韓国と日本のあいだに横たわる誤解、無知、あるいは感情的対立という重い問題に正面から立ち向かい、歴史文献や世論調査などを綿密に調べた上で、説得力のある議論を展開している。このような書物が韓国と日本で出版されたということは、両国関係の健全な発展のために喜ぶべきことであるのみならず、世界各地における国家間あるいは民族間に和解をもたらすうえでも重要な示唆を与えてくれるであろう」。[11]

### 『帝国の慰安婦』
- 第15回石橋湛山記念早稲田ジャーナリズム大賞贈呈式における講評で選考委員の作家鎌田慧は「『従軍慰安婦と軍隊』という関係からではなく、『帝国主義』という枠組みの中で、人間の精神がどうなっているのか、という問題を掘り起こしてきた作品」であるとし、「歴史は記録をいろいろな教訓として整理してしまう、それをもう一度掘り起こして腑分けしてゆく、という冷静な作業が、得てして感情的な記録を作りたい人からは『冷静すぎる』と批判される」かもしれないが、「この作品は、今後の日韓関係の中に自立している本」であり、「歴史的な作品」であると評価した。[12]
- 東京大学名誉教授の田中明彦は2015年11月の『帝国の慰安婦』の毎日新聞アジア太平洋賞受賞に際しての選評で、同書を「慰安婦問題についての、全面的、実証的、理性的、かつ倫理的な分析である」とし、「本書ほど、この問題のすべての側面を理性的に検討した本はない。歴史的な慰安婦発生の構造とその実態の解明から、『慰安婦問題』の発生、これに対する韓国と日本における政治過程や、それぞれにおける『記憶』の生産と再生産の分析、さらには、今後の問題解決に向けての提言まで」「傾聴に値する文章でつづられて」おり、「『性奴隷』か『売春婦』かという認識に対しても、そして『強制性』の問題についても、安易な単純化を許さない多面的な側面を明らかにしている。女性を『手段化』『モノ化』『道具化』する構造への強い批判とともに、その中で人間として生きている人々への共感を示す。これが本書の叙述の中核である」と評価している。[13]
- 歴史学者の鄭栄桓は、著書について、「証言や資料のつぎはぎと、そのつぎはぎされた資料群からすらも導きだせない根拠なき解釈――しかも元「慰安婦」たちが日本軍に「同志意識」を持っていたという重大な解釈――を展開」していると評している。[14][15][16]
- 法学者の前田朗は、「「慰安婦」強制の直接実行者が主に民間業者であったことは、当たり前の認識であり正しい。ならば民間業者の責任を問う必要があるが、著者はそうしない。民間業者を持ち出すのはひとえに日本政府の責任を解除するためだからである」、「植民地支配の責任を問うべきであるが、著者はそうしない。植民地に協力した＜愛国的＞努力を勧奨するからである」と評している。[17]
- 法政大学社会学部教授奥武則はWebRonzaの書評で次のように述べている。「著者は、『慰安婦問題』をこうした『政治』と『運動』の中での語りから解き放つことを試みる。その出発は《「朝鮮人慰安婦」として声をあげた女性たちの声にひたすら耳を澄ませること》（日本語版への序文）だった。その結果、本書は『慰安婦問題』について『韓国の常識』『世界の常識』に異議申し立てをするものになった。中国をはじめアジア各地に膨大な数の兵隊を送り、『慰安婦』を必要とした日本軍がその募集や移動に関与したことは今日明らかである。しかし、著者は『日本軍に強制的に連行され、性奴隷とされた20万人の少女たち』という、韓国でそして世界で語られる『慰安婦問題』の理解が、『政治』や『運動』の中で形作られた〈公的な記憶〉であることを繰り返し指摘する。」[18]
- 作家で明治学院大学教授の高橋源一郎は朝日新聞掲載の「論壇時評」(2014.12.25)で「記憶の主人となるために」と題して、著書について次のように述べている。「感銘を受けた、と書くのもためらわれるほど、峻厳さに満ちたこの本は、これから書かれる、すべての『慰安婦』に関することばにとって、共感するにせよ反発するにせよ、不動の恒星のように、揺れることのない基軸となるであろう、と思われた。そして、同時に、わたしは、これほどまでに孤独な本を読んだことがない、と感じた。いや、これほどまでに孤独な本を書かざるを得なかった著者の心中を思い、言葉を失うほかなかった。」[19]

## 帝国の慰安婦裁判

### 裴春姫死後の名誉棄損訴訟
朴の「帝国の慰安婦」は2013年発刊直後は韓国国内でも高評価であり、2014年のシンポジウムへも韓国マスコミも好意的であった。しかし、朴が親しかった元慰安婦ペ・チュニが、このシンポジウムの約1ヶ月後に亡くなった。その1週間後である2014年6月16日、ナヌムの家で共同生活する李玉善ら元従軍慰安婦9人の名前で、朴裕河が2013年8月に出版した『帝国の慰安婦』が自分たちへの名誉棄損だとして、同書の出版を差し止め、1人3千万ウォン計2億7千万ウォンの損害賠償を求める訴えがなされた。。
2016年1月13日、ソウル東部地裁は、名誉毀損と人格権の侵害を認め、9000万ウォンの賠償を命じた。朴は控訴。
原告らは、ソウル東部地裁の判決後、ソウル西部地裁に世宗大学校の朴裕河の給料の一部を差し押さえるよう申し立て、同地裁は申し立てを認めた。朴裕河は執行停止を申請、供託金を預けることを条件に受け入れられ、4月から中止された。
2025年1月22日、ソウル高裁は「学術的な記述で、（元慰安婦らの）人格権を侵害したとは言えない」 として1審判決を破棄し、原告側の請求を棄却した。

### 名誉棄損を部分的に認めたソウル地裁の仮処分判決
2015年2月17日にソウル東部地裁は、「『朝鮮人慰安婦』の苦痛が日本人売春婦の苦痛と基本的には変わらない」「『慰安婦』たちを『誘拐』し、『強制連行』したのは、少なくとも朝鮮の地では、また公的には日本軍ではなかった」など34カ所の削除を求める仮処分を決定した。

### ソウル東部地検による在宅起訴以後
2015年4月から10月までの原告と被告との刑事調停が不成立となった結果を受けて、2015年11月18日、ソウル東部地検は『帝国の慰安婦』の内容が「虚偽」だと判断し、著者の朴裕河を名誉毀損罪で在宅起訴した。
起訴内容は主に三点。朝鮮半島では公的に強制連行されていない、協力者の枠組みにいた、売春の枠組みの中にいた、の三つの指摘は全て虚偽。仮処分の34項目に検事が一カ所追加した35項が、この三つのカテゴリーに分けられて起訴理由となった。
2015年11月26日、村山富市、アンドルー・ゴードン、河野洋平、大江健三郎、小此木政夫、上野千鶴子、若宮啓文、山田孝男ら54人が、韓国検察が朴裕河を起訴した事に対して抗議する声明を発表した。声明では、韓国検察の判断を「予断と誤解に基づいて下された」と指摘し、「公権力が特定の歴史観をもとに学問や言論の自由を封圧する挙に出た」と批判した。2017年1月16・17日には2名のアメリカ人教授（ノーム・チョムスキーとブルース・カミングス）は、日本識者らによる起訴への抗議声明に賛同し、裁判の停止と無罪判決を求める声明を出した。
ソウル東部地裁における無罪判決
2017年1月25日、ソウル東部地裁は、名誉棄損についての検察の懲役3年の求刑に対して、「これは表現の自由と価値判断の問題であり、市民と専門家が相互検証して論駁する事案であって、裁判所が刑事処罰することではない」として無罪の判決を言い渡した。
ソウル高裁における罰金判決
これに対して検察は控訴し、ソウル高裁は10月27日に1審判決を破棄し、罰金1000万ウォンとする判決を言い渡した。
最高裁における有罪判決差し戻し
大韓民国最高裁は2023年10月26日、ソウル高裁における罰金判決を破棄し、審理を高裁に差し戻した。「二審が有罪と認めた表現は被告の学問的主張あるいは意見の表明と評価するのが妥当であり、名誉毀損罪で処罰すべき『事実の適示』とは見なしがたい」とした。
ソウル高裁における差し戻し審での無罪判決
ソウル高裁は2024年4月12日、無罪とする差し戻し審判決を言い渡した。最高裁に続き、問題となった記述はいずれも「学問的主張、意見の表明」にとどまり、虚偽事実の記載にはあたらないとの判断を改めて示した。ソウル高裁は2025年、無罪判決に伴い刑事保証金として875万ウォンの支払いを決定した。

## 発言

### 慰安婦問題に関連する批判
2007年4月、アジア女性基金の解散に伴い東京の日本外国特派員協会での講演で、アメリカ合衆国下院121号決議に関連して韓国側の理解、主張をそのまま受け取っての日本への一方的な批判、意見が行われていることへの憂慮や、「日本軍とそのようにした父親とどっちが憎いのか？」とのある元慰安婦への質問に「お父さんだ」と答えたといった話も交えながら、慰安婦動員の過程において韓国人も関わっておりその加害性への責任についての言及、さらに、朝鮮戦争時に韓国軍も特殊慰安隊を運営したという最近の研究を紹介、韓国や他の国もそういった慰安婦制度を持っていたことがあるのに、慰安婦問題を日本だけのことにしてしまっては問題の本質を考えるという機会が失われるのではないかとの憂慮を表明した。
また、2007年3月、安倍晋三首相が「広い意味での強制性はあったけれども、狭い意味での強制性はなかった」と答弁したことに対し、その発言の背景と誤解について解説を加え、謝罪を受け入れる被害者の側の問題にも言及、日本がやったことの実態を正しく知ることが今後の目指すべき方向であるとの見解を示した。
この発言が連合ニュースにより「慰安婦への加害責任、韓国にもある」「安倍総理の発言にも理解示す」との形で韓国で報道されると、韓国世論は朴裕河を「日本女（일본녀）」と罵倒し勤務先の世宗大学にも激しい非難を浴びせた。
この批判に対し朴は、連合ニュースの記事は発言の一部を抜き出して講演の本意を歪曲したものであり、発言の主旨は安倍首相を擁護したものでも韓国批判でもなく、日韓の間の問題を解くためのもっと根本的な視点を提供しようとしたものである、と説明した。また、「日本はお詫びも補償もしてこなかった」という韓国での認識は事実とは非常に異なっており、そのような認識では決して問題は解決しないと付け加えた。
さらに、安倍首相が河野談話を継承する理由も、それが一部右翼を除いた日本人大部分の考えだからであり、また、アジア女性基金もただの民間団体ではなくその設立、運営には日本政府が深く関与しており、これらの点を考慮することが日韓の間の仲直りの門を開くことを可能にすると述べる一方、アジア女性基金設立に一番反対した人々は保守右派や右翼ではなく「法に基づかないお詫び方式は不完全だ」と批判した進歩的知識人と言論であったと指摘した。
また、韓国も日本政府と政治家の「良心」を信じることはできなかったため、基金のお金を受け取った人々を中心に元慰安婦が分裂し、受け取りに反対した韓国挺身隊問題対策協議会（挺対協）に排斥された人々は現在この団体と対立している状態を指摘、挺対協関係者たちも元慰安婦に対するサポート活動を足場にして国会議員や政府長官になったものの、その後彼女らに対する関心を無くしたのみならず、むしろ排斥をしており、元慰安婦の中には彼女たちに真心をつくして手伝ってくれるのは日本人たちだという者もいる、といった挺対協に対する批判も紹介した。
また、元慰安婦が世を去る度に日本を批判はするが、実は少なくない数の元慰安婦が補償金を受けたという事実も知らせず基金に反対する人々の責任も批判した。
一方、日本からまだ「補償」を受けていない人がいるということも一つの事実であり、他の方式の新しい補償を推進したいという和田春樹の提案にも期待を寄せた。また朴は、いくら問題があろうとも自国のすることなら助けてあげなければならないというのは正しいことだが、同じ民族のすることなら無条件で助けてやらなければならないという論理には、それが決してこの問題を解決するものではないためこれ以上同調することができないと述べ、挺隊協がその矛盾に対する検証もぜずに非難の言葉で水曜デモを繰り返すことを批判し、アメリカが「世界の警察」役をすることは批判しながら自分たちの問題をアメリカへ行って解決してくれと訴える姿は決して美しいものではなく、たとえ決裂だけが続くとしても日韓の間の問題は日韓が解決するという姿勢を見たいとする希望を述べた。

### 挺隊協への批判
上記のように慰安婦たちのスポークスマンの役割を自任してきた韓国挺身隊問題対策協議会（挺対協）がアジア女性基金からの償い金受け取りを妨害したことに加え、問題解決のために努力するどころかより困難にしていると考えている。挺対協は「抵抗し戦う慰安婦」のイメージと「謝罪していない日本」のイメージを作り上げたが、日本の謝罪や償い金など、これに反する様々な側面は無視していると指摘、また、挺対協の主な要求である日本の法的賠償、国会決議による謝罪と賠償は事実上実現可能性がなく、要求の根拠も不十分だと指摘した。

### 西大門刑務所についての批判
西大門刑務所については「解放後50年間の歴史はきれいさっぱり消し去られたまま、日本に対する憎悪と恐怖を育てる場所としてのみ存在している」として批判している。

### 2014年の慰安婦問題シンポジウム
2014年4月29日にソウルで開かれた慰安婦問題シンポジウムで、朴裕河は、慰安婦問題で日本非難を続ける韓国側の姿勢を批判し、「日本を許したいが、ほかの元慰安婦と違うことを言うのが難しい」と語る元慰安婦の映像も紹介した。

## 出演
- BSフジLIVE プライムニュース - 2015年8月4日 「韓国発売禁止なぜ　『帝国の慰安婦』著者」に出演[44]
- 主戦場（ドキュメンタリー映画、2019年）
- デモクラシータイムス（YouTube、2020年4月1日、2024年6月23日）